# NGC 5696
NGC 5696 (другие обозначения — UGC 9415, MCG 7-30-36, ZWG 220.36, IRAS14350+4202, PGC 52235) — галактика в созвездии Волопас.
Этот объект входит в число перечисленных в оригинальной редакции «Нового общего каталога».